# 囚犯

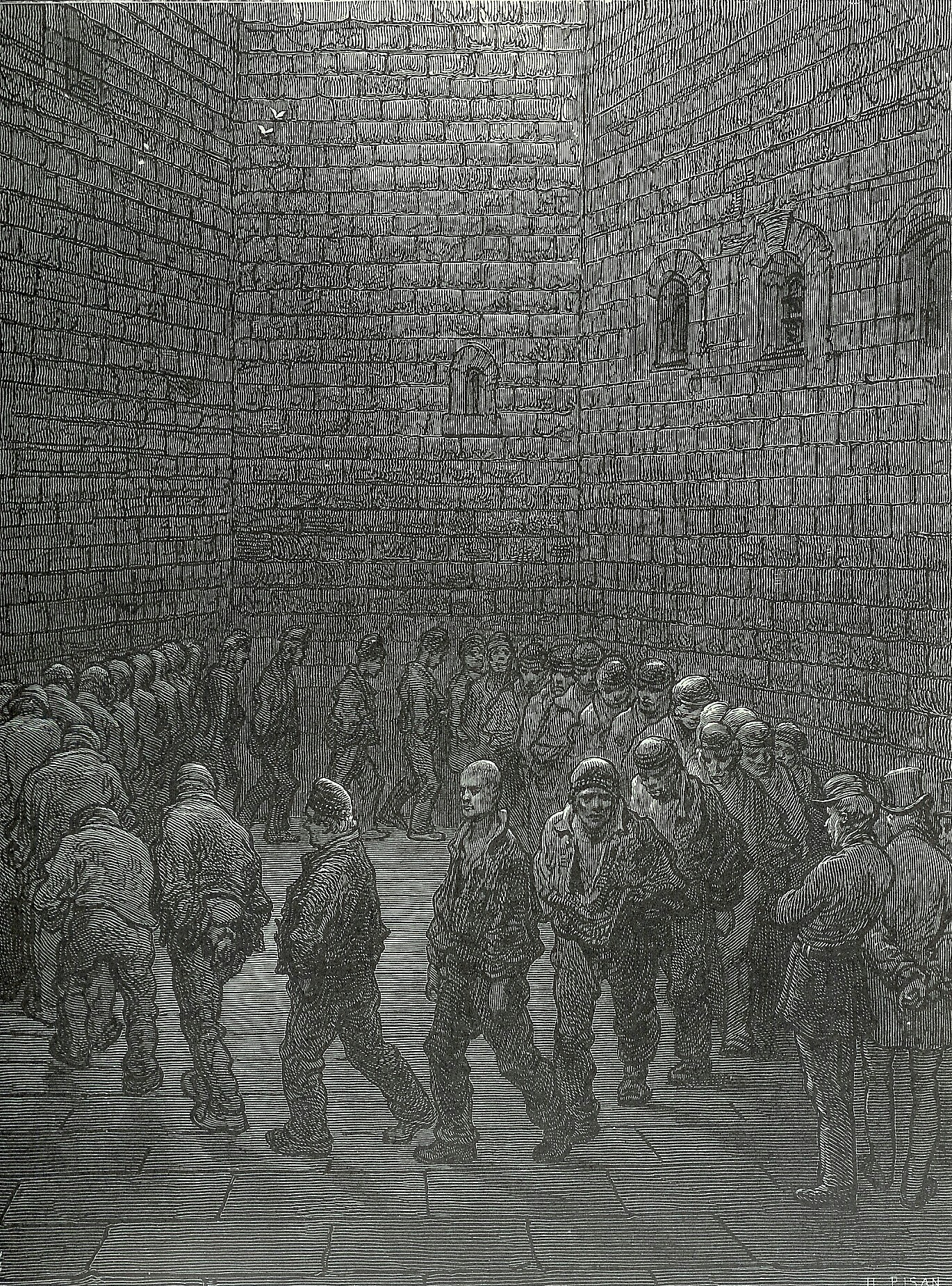
古斯塔夫·多雷於1872年繪製的監獄內部場景

囚犯，又稱在囚人士、罪犯、監犯或監躉等，通常是指遭到法庭定罪確定而被囚禁於監獄的人。在某些特殊的監獄，囚犯也有可能不是被囚禁於特定處所，例如外役監獄。

## 起源
囚犯源於原始社会部落之間战争而被俘虜的人质。人質因而可能被殺或者被囚禁，甚至做奴隸，即現時所指的囚犯。

## 權利
《公民权利及政治权利国际公约》第十條列明囚犯應有的權利：「自由被剝奪之人，應受合於人道及尊重其天賦人格尊嚴之處遇。」該條同時訂明監獄應以更生為目的：「監獄制度所定監犯之處遇，應以使其悛悔自新，重適社會生活為基本目的。」

## 類別
- 普通罪犯：純粹因為在當地犯罪而被捕入獄者。
- 政治犯：威權國家因政治因素而入獄者。
- 间谍：從事可能盜取国家机密的行動的人，但大多數真實性無從確定。
- 恐怖分子：從事恐怖活动未遂或因此受傷的人。

## 囚犯自殺

歐盟國家在2011-2015年間，監獄囚犯自殺率與一般大眾自殺率的比較
一般大眾中每年每十萬人的自殺率
監所囚犯中每年每十萬人的自殺率

監獄囚犯自殺的可能性高於一般人。據一項研究，美国囚犯的自殺率是一般大眾的3到8倍；而在許多國家，囚犯的自殺率也都高於一般人口；然而目前尚不了解這種高自殺率到底是監獄環境導致的，還是有自殺傾向的人更容易犯罪導致的。囚犯自殺的风险因子中，個人因素包括了自殺念頭、嘗試自殺的歷史以及心理診斷等；機構因素包括了被關在單獨牢房且沒有訪客等等；而犯罪學因素則包括了還押候審的狀態、被判處無期徒刑、被控暴力犯罪，尤其被控杀人等等。
監獄囚犯自殺常見的外顯動機包括害怕其他的獄友、害怕犯罪的後果或監禁，以及因為被關押而失去重要關係等等；在監所中，隔離牢房是最常出現囚犯自殺的地點；而囚犯最常自殺的時間是早上。在美國，有自殺傾向的囚犯可能會受到自殺監視的關注。

## 死囚現象
在美国等一些地方，因為死刑執行曠日廢時之故，使得許多死刑犯出現了所謂的死囚現象，指因為等待死刑執行所產生的心理壓力，可能導致死囚出現幻觉或自殺傾向。一些心理學家指出，死囚等待死刑的時間一長，再加上死囚牢房的生活條件，會使人出現幻覺、自殺傾向，以及一些危險的瘋狂舉動。莱斯特（Lester）和塔塔羅（Tartaro）做的研究顯示，在1978至1999年之間，美國死囚的自殺率是每十萬人中113人，這比例高於美國一般民眾自殺率的十倍，也高於美國普通囚犯自殺率的六倍。
在美国最高法院，諸如約翰·保羅·史蒂文斯和史蒂芬·布雷耶等大法官曾多次表示死刑執行的拖延及死囚對死刑的等待，使得死刑成為一種殘忍且不尋常的刑罚；然而諸如安東寧·斯卡利亞和克拉倫斯·托馬斯等立場較保守的大法官拒絕這樣的看法，他們指出死刑之所以會變得曠日廢時，乃是死囚本身諸如不斷提出上訴等行為，以及站在廢死立場的法官等等造成的。